# Египет на летних Олимпийских играх 1972
Египет участвовал в летних Олимпийских играх 1972 года в Мюнхене. Страна дебютировала на Олимпиадах в 1912 году.
Изначально в состав египетской делегации входили 28 спортсменов-мужчин, 1 спортсменка и 18 официальных лиц. Из-за трагедии в Мюнхене с израильскими спортсменами некоторые члены делегации Египта досрочно покинули Олимпиаду.
Знаменосцем сборной на церемонии открытия стал игрок баскетбольной национальной команды Камаль Камель Мохаммед. Сборная Египта не завоевала на Играх ни одной медали.

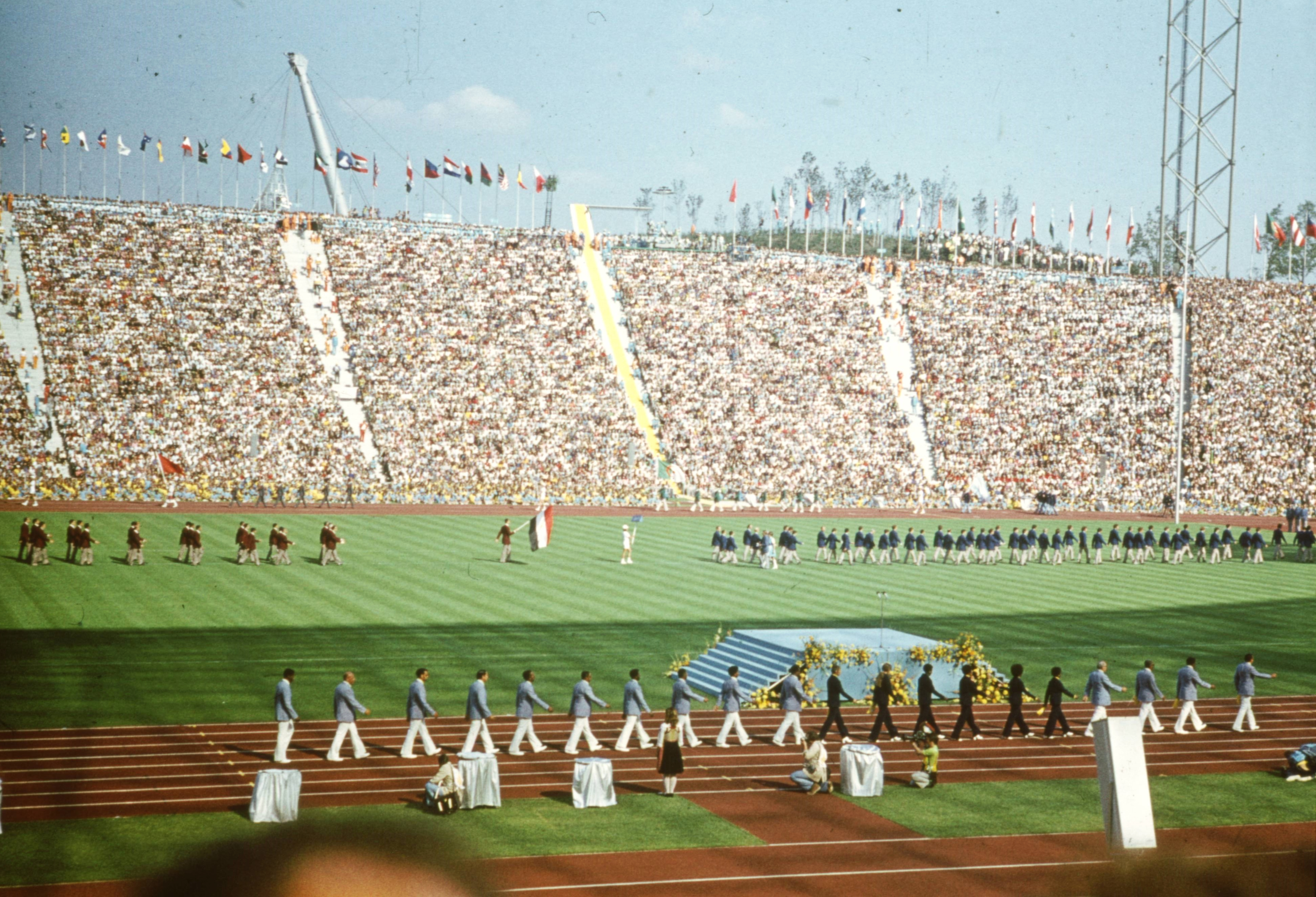
Делегация Египта на церемонии открытия

Команда по баскетболу, приехавшая на турнир в статусе действующих вице-чемпионов Африки, проиграла все семь предварительных матчей с общим счётом 440—644, заняв, таким образом, последнее место в своей группе. После этого команда уехала досрочно, отказавшись участвовать в матче за 15-е место против сборной Филиппин (техническое поражение со счётом 0:2).